# Ulotrichopus leucopasta
Ulotrichopus leucopasta là một loài bướm đêm trong họ Erebidae.